# Cantón de Châteauneuf-la-Forêt
El cantón de Châteauneuf-la-Forêt era una división administrativa francesa, que estaba situada en el departamento de Alto Vienne y la región de Limusín.

## Composición
El cantón estaba formado por diez comunas:
- Châteauneuf-la-Forêt
- La Croisille-sur-Briance
- Linards
- Masléon
- Neuvic-Entier
- Roziers-Saint-Georges
- Saint-Gilles-les-Forêts
- Saint-Méard
- Surdoux
- Sussac

## Supresión del cantón de Châteauneuf-la-Forêt
En aplicación del Decreto nº 2014-194 de 20 de febrero de 2014, el cantón de Châteauneuf-la-Forêt fue suprimido el 22 de marzo de 2015 y sus 10 comunas pasaron a formar parte del nuevo cantón de Eymoutiers.